# Landes-Jugend-Symphonie-Orchester Saar
Das Landes-Jugend-Symphonie-Orchester Saar (LJO Saar) ist das Landesjugendorchester des Saarlandes.

## Das Orchester
Das Orchester ist eine Einrichtung des Landesmusikrates Saar und gilt als Folgemaßnahme des Wettbewerbes Jugend musiziert. In zwei jährlichen Arbeits- und Konzertphasen (Oster- und Herbstferien) werden symphonische Kompositionen aller Stilepochen erarbeitet.
Die Musiker im Alter von 14 bis 20 Jahren müssen zur Teilnahme ein Aufnahmespiel erfolgreich absolvieren. Nach den Registerproben für jede Instrumentgruppe übt das gesamte Orchester in einer Woche ein komplettes Konzert ein.

## Geschichte
Das LJO Saar wurde 1982 von Gerhard Pauly gegründet. Neben vielen Auftritten im Saarland unternimmt das Orchester Konzertreisen ins Ausland, darunter waren bisher Frankreich, Luxemburg, Belgien, Italien, Jugoslawien, Ungarn, Rumänien,  Tschechoslowakei, Vereinigtes Königreich, Österreich, Niederlande, Russland, Chile und Kanada.
Eine Vielzahl von Solisten konzertierte mit dem Orchester, darunter Paul Badura-Skoda, Thomas Duis oder Gustav Rivinius.

## Preise und Auszeichnungen
2010/11: Deutscher Jugendorchesterpreis der Jeunesses Musicales (3. Platz) für das Konzert Heroes – damals und heute